# Protibalistični izstrelek
Protibalistični izstrelek je raketni izstrelek, namenjen obrambi pred balističnimi izstrelki. Protibalistični izstrelki so zelo podobni izstrelkom zemlja-zrak, vendar so zaradi prestrezanja na večjih višinah in pri večjih hitrostih zasnovani nekoliko drugače. Večji doseg in potreba po večji hitrosti izstrelka zahtevata večji raketni motor (ali več raketnih stopenj), po navadi pa mora biti sposoben prestrezanja tarč tako v atmosferi, kot izven atmosfere. Za prestrezanje izven atmosfere ima bojna glava izstrelka nameščene tudi potisnike (majhne raketne motorje), ki skrbijo za manevriranje v pogojih, ko običajne aerodinamične krmilne površine ne delujejo več.

## Razvoj protibalističnih izstrelkov
Razvoj se je začel že kmalu po pojavu medcelinskih balističnih izstrelkov. Prvo uspešno prestrezanje balističnega izstrelka je leta 1961 izvedla Sovjetska zveza, leta 1971 pa je zgradila prvi uporabni protibalistični sistem A-35, ki je ščitil Moskvo in je v izboljšani različici v uporabi še danes. ZDA so vzporedno razvile svoj sistem Nike-X, iz katerega sta se razvila protibalistična izstrelka Spartan (dolgega dosega) in Sprint (kratkega dosega). Vsi prvi protibalistični izstrelki so nosili jedrske konice, ki bi z jedrsko eksplozijo in sevanjem uničili elektroniko v nasprotnikovih jedrskih konicah. Ta princip je postal nepriljubljen zaradi elektromagnetnega pulza, ki nastane ob jedrski eksploziji visoko v atmosferi in lahko povzroči motnje delovanja ali celo okvare elektronskih naprav na tleh. Zato so v ZDA začeli z razvojem protibalističnih izstrelkov, ki tarče ne uničijo s pomočjo eksplozije, temveč s trkom vanjo (hit-to-kill). Ta zasnova se uporablja tudi pri novejših protibalističnih izstrelkih.
V sedemdesetih letih 20. stoletja se je pojavil koncept uporabe več jedrskih konic na enem balističnem izstrelku. Zaradi potencialno velikega števila jedrskih konic in spremljajočih vab je protibalistična obramba postala zelo zahtevna, če ne kar nemogoča. ZDA so problem poskušale odpraviti s programom SDI, ki je vključeval nekatere eksotične koncepte, kot so satelitska orožja in orožje z usmerjeno energijo, ki pa nikoli ni bil uveden v operativno rabo. 
Po koncu hladne vojne so bili določeni elementi iz tega programa izbrani za osnovo za razvoj modernih protibalističnih izstrelkov, ki bi bili sposobni prestrezati balistične izstrelke kratkega in srednjega dosega ter tako ščitil ZDA in ostale zahodne države pred omejenim napadom z balističnimi izstrelki. Tu gre predvsem za ladje, opremljene z bojnim sistemom Aegis ter fiksna izstrelišča, od katerih je eno že zgrajeno na Aljaski, nekaj pa bi jih zgradili v Evropi (Poljska, Romunija). Ravno razvoj tega sistema je povzročil precejšnje nasprotovanje Rusije, ki meni, da so ti sistemi uperjeni proti njej.
Poleg ZDA in Rusije so protibalistične izstrelke in sisteme razvile tudi druge države, kot so Kitajska, Izrael, Indija in Francija.

## Vrste protibalističnih izstrelkov
Protibalistični izstrelki lahko prestrežejo balistične izstrelke v treh fazah leta balističnega izstrelka:
- Vzletna faza: V tej fazi so balistični izstrelki najpočasnejši, poleg tega pa imajo zaradi delovanja motorjev veliko toplotno sliko in so zato precej opazni za infrardeče senzorje. Je pa problem namestiti protibalistične sisteme na tako lokacijo blizu izstrelišč, da bi bili učinkoviti, ravno tako čas vzleta pri sodobnih balističnih izstrelkih traja le okrog 5 minut.

- Vmesna faza: V vmesni fazi balistični izstrelek potuje po podorbitalni tirnici. Prestrezanje v tej fazi daje največ časa za uspešno obrambo, vendar zaradi naraščanja končne višine z dosegom balističnega izstrelka naraščajo tudi zahteve po velikosti protibalističnega izstrelka (npr. medcelinski balistični izstrelki dosegajo višine todi do nekaj 1000 km). Dodatno oviro predstavlja tudi uporaba lažnih tarč, katerih namen je skriti bojne glave pred protibalističnimi sistemi.

- Končna faza: V tej fazi se začne vstop balističnega izstrelka oz. bojnih glav v atmosfero. Protibalistični izstrelki so v tem primeru lahko manjši, njihov reakcijski čas pa mora biti zaradi velikih hitrostih ob vstpu v atmosfero zelo kratek. Ta obramba je namenjena le obrambi omejenega področja.